# The Joyful Season
| Оценки критиков | Оценки критиков |
| Источник        | Оценка          |
| --------------- | --------------- |
| Allmusic        | [ 2 ]           |

The Joyful Season - рождественский альбом Джо Стаффорд 1964 года. В нём Стаффорд аккомпанирует самой себе в качестве бэк-вокалистки с использованием многодорожечной записи. Альбом был переиздан на компакт-диске в 2005 году компанией DRG.

## Список треков

### Сторона 1
1. "Little Drummer Boy"
2. "Santa Claus Is Coming to Town"
3. "Deck the Halls"
4. "White Christmas"
5. "Jingle Bells"
6. "Merry Christmas"

### Сторона 2
1. "Christmas is the Season (of the Bells)"
2. "O Little Town of Bethlehem"
3. "Silver Bells"
4. "Winter Wonderland"
5. "Silent Night"

### Бонус-треки на CD
1. "Gesu Bambino"
2. "Ave Maria"
3. "Christmas Medley #1: Hark the Herald Angels Sing/The First Noel/O Come All Ye Faithful" (with Gordon MacRae)
4. "Christmas Medley #2: Joy to the World/It Came Upon a Midnight Clear" (with Gordon MacRae)
5. "Toys for Tots"